# مارتن ديفلن
مارتن ديفلن (بالإنجليزية: Martin Devlin)‏ هو مذيع نيوزيلندي، ولد في 1964 في نيوزيلندا.